# Rue Thérèse
La rue Thérèse est une voie du quartier du Palais-Royal du 1er arrondissement de Paris, en France.

## Situation et accès
Longue de 196 mètres, elle commence au 25, rue Molière et au 39, rue de Richelieu et se termine au 34, avenue de l'Opéra et au 2, rue de Ventadour.
Le quartier est desservi par les lignes 1 et 7 à la station Pyramides.

## Origine du nom

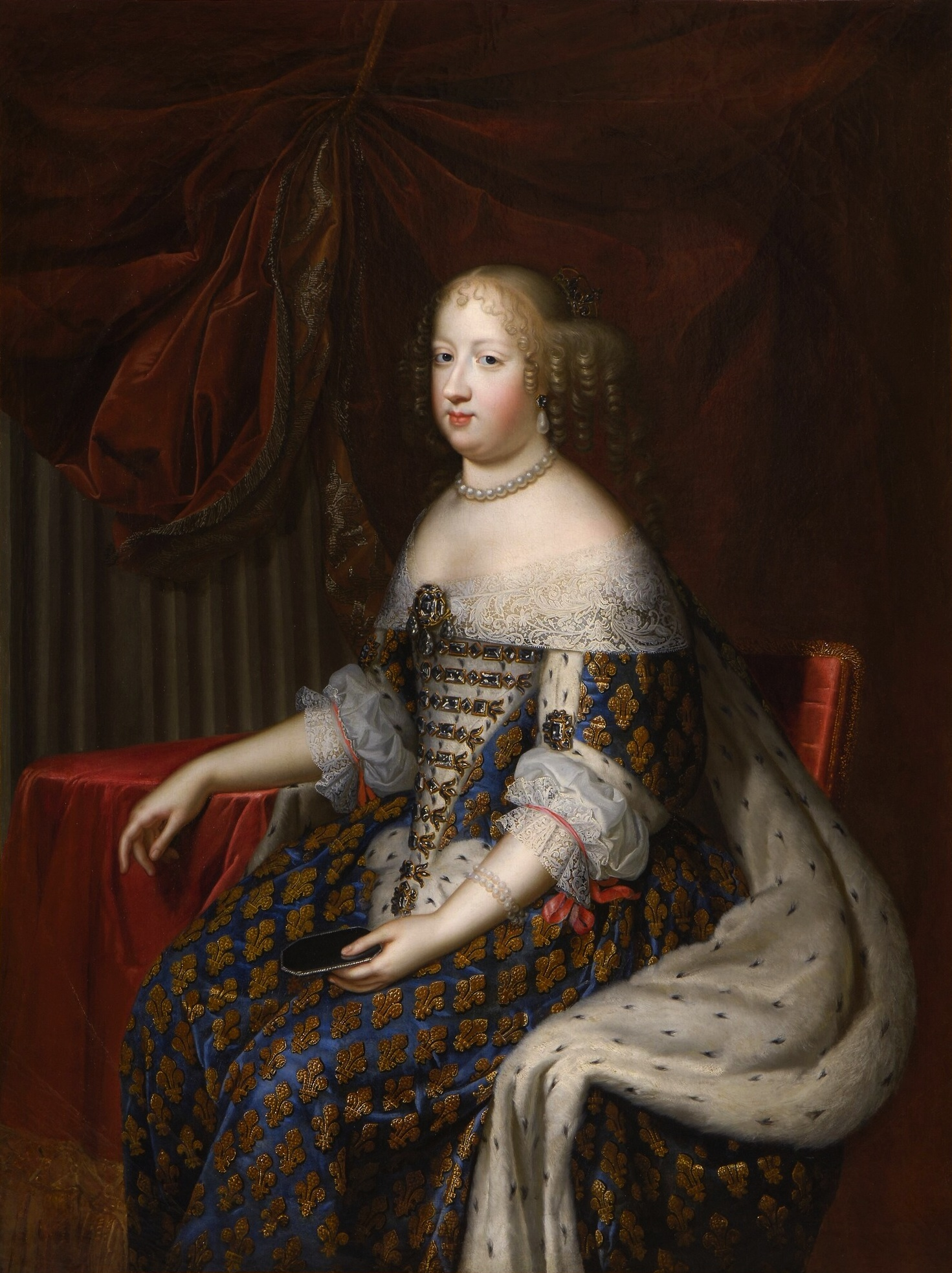
Marie-Thérèse d’Autriche.

La dénomination de la voie est un hommage à Marie-Thérèse d'Autriche, épouse de Louis XIV.

## Historique
La partie de cette rue comprise entre la rue Molière et la rue Sainte-Anne était originellement un sentier qui conduisait à la butte des Moulins et à ses maisons de jeux et dénommé depuis 1622 « rue du Hasard ».
Après l'arasement de cette butte, elle fut prolongée, en 1667, jusqu'à la rue de Ventadour. Cette partie fut dénommée en 1692 « rue Thérèse ».
En 1880 la « rue du Hasard » et la « rue Thérèse » fusionnèrent sous le nom de « rue Thérèse ».

## Bâtiments remarquables et lieux de mémoire
- Au no 1 se trouve le très sélect club échangiste Les Chandelles[2], ouvert en 1993[3].
- Le no 6 abritait un tripot entre 1622 et 1750[1].
- Le no 9 abrite, depuis janvier 2012, le studio du créateur parisien, Monsieur Jean Yves, réputé pour ses nœuds papillon de « haute façon[4] ». Louis-Antoine Beaunier, pionnier du chemin de fer en France, habita l'immeuble[5].
- Le no 11 correspond à l'emplacement de l'ex-hôtel du Pérou puis de Pologne, transformé en 1757 en une maison close encore fort réputée au XIXe siècle[1].
- Au no 15, se situe le fameux appartement « Thérèse », colocation d'élèves de l'École nationale des ponts et chaussées en stage long à Paris, depuis des générations.
- Le no 17 est l'adresse, de 1950 à 1957, du club de jazz Le Ringside, ouvert à l'initiative de l'Afro-Américain, champion de boxe (d'où le nom de l'établissement), catégorie des poids welters, Sugar Ray Robinson. Le Ringside ferme en 1957 ici ses portes pour s'installer près des Champs-Élysées au 23, rue d'Artois (et un nouveau propriétaire lui donne en 1958 un autre nom : Blue Note).
- Le no 18 : Le cabaret Le Bosphore où se produisent Fréhel[6], Zaidee Jackson[7], Charpini[6] et Brancato[8], dans les années 1930.
- Sur la façade du no 23 figure une plaque célébrant la mémoire de l'abbé de l'Épée, mort à l'emplacement de cette maison.

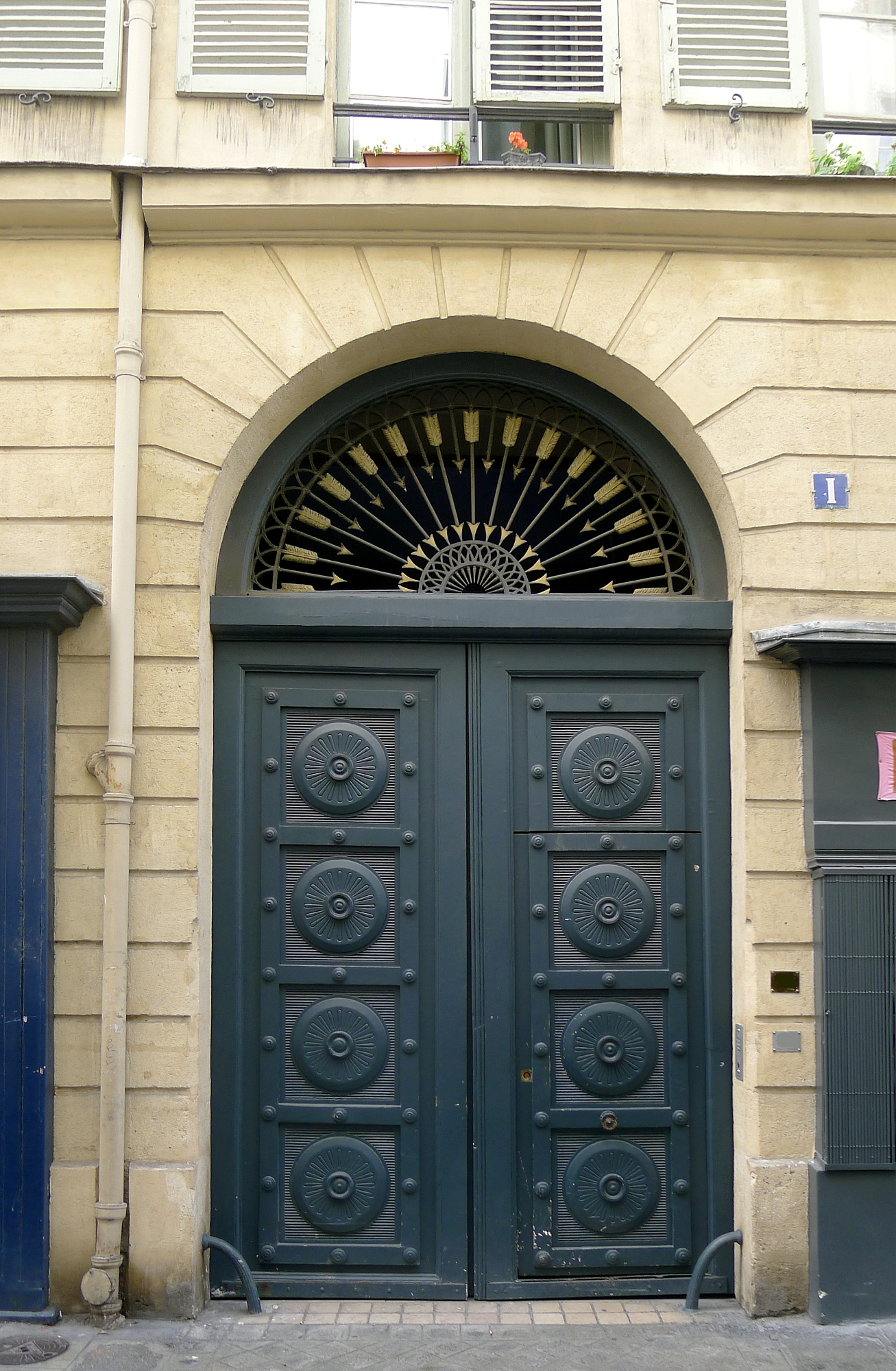
Portail du no 1 (monument historique).
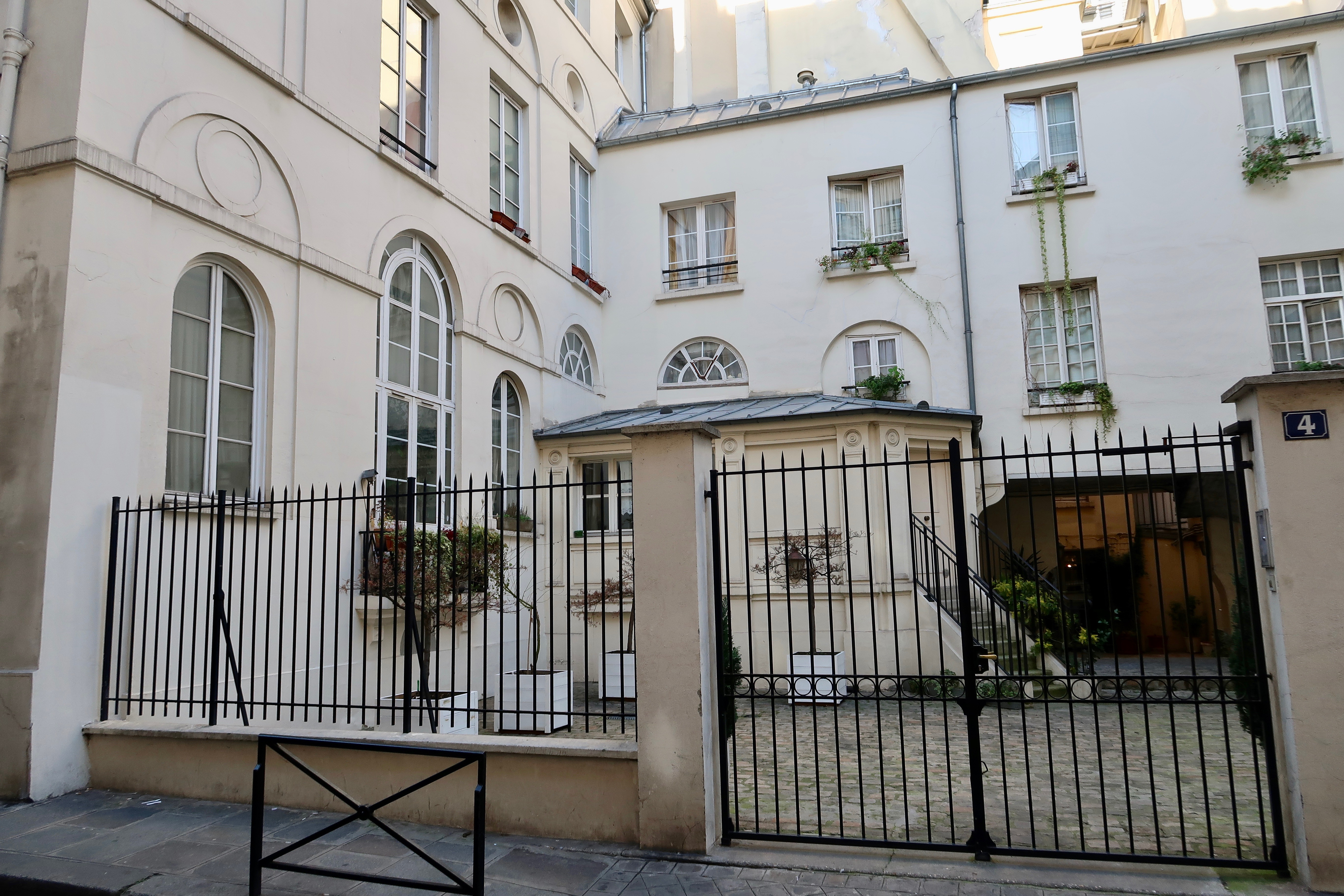
No 4.
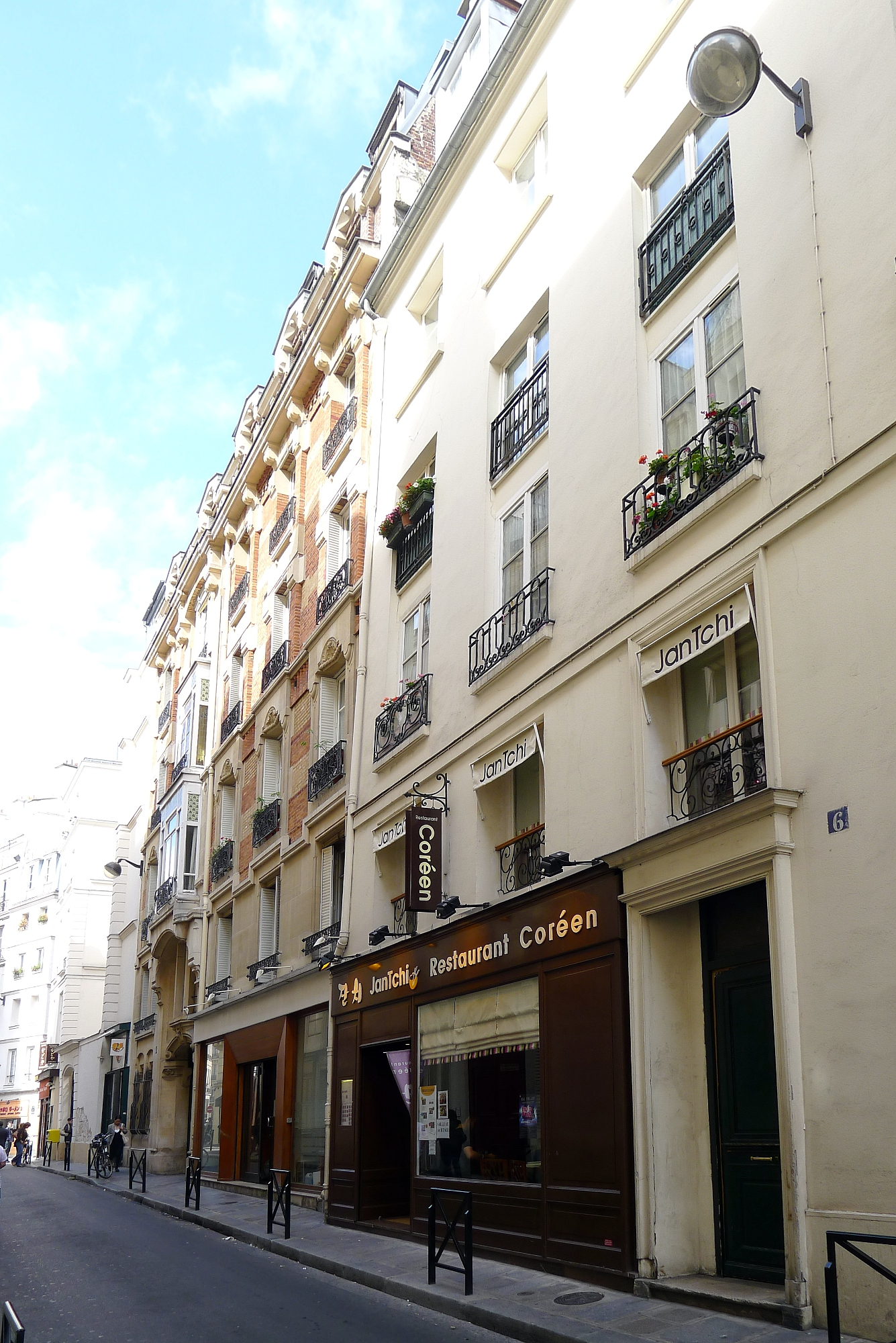
No 6.
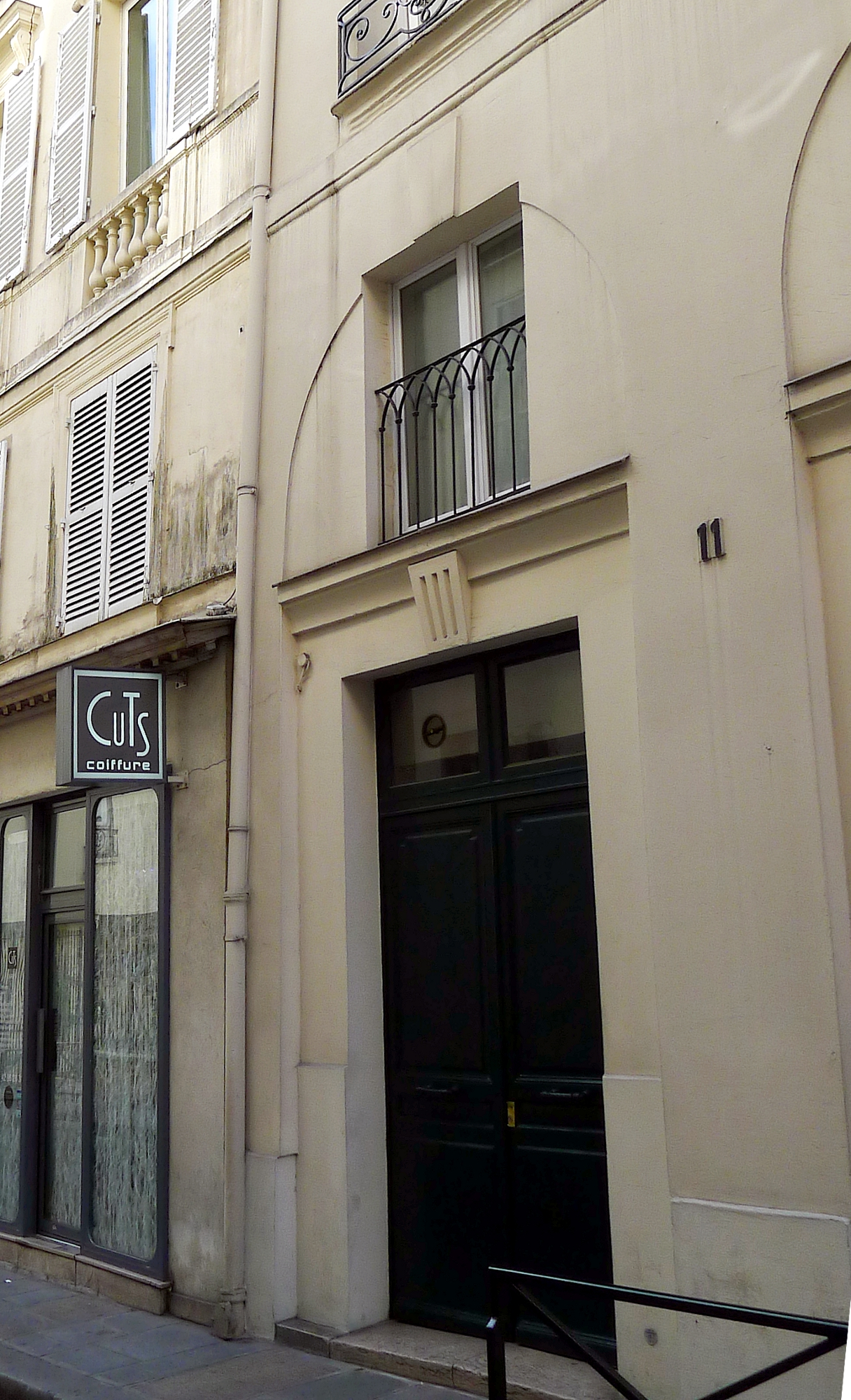
No 11.
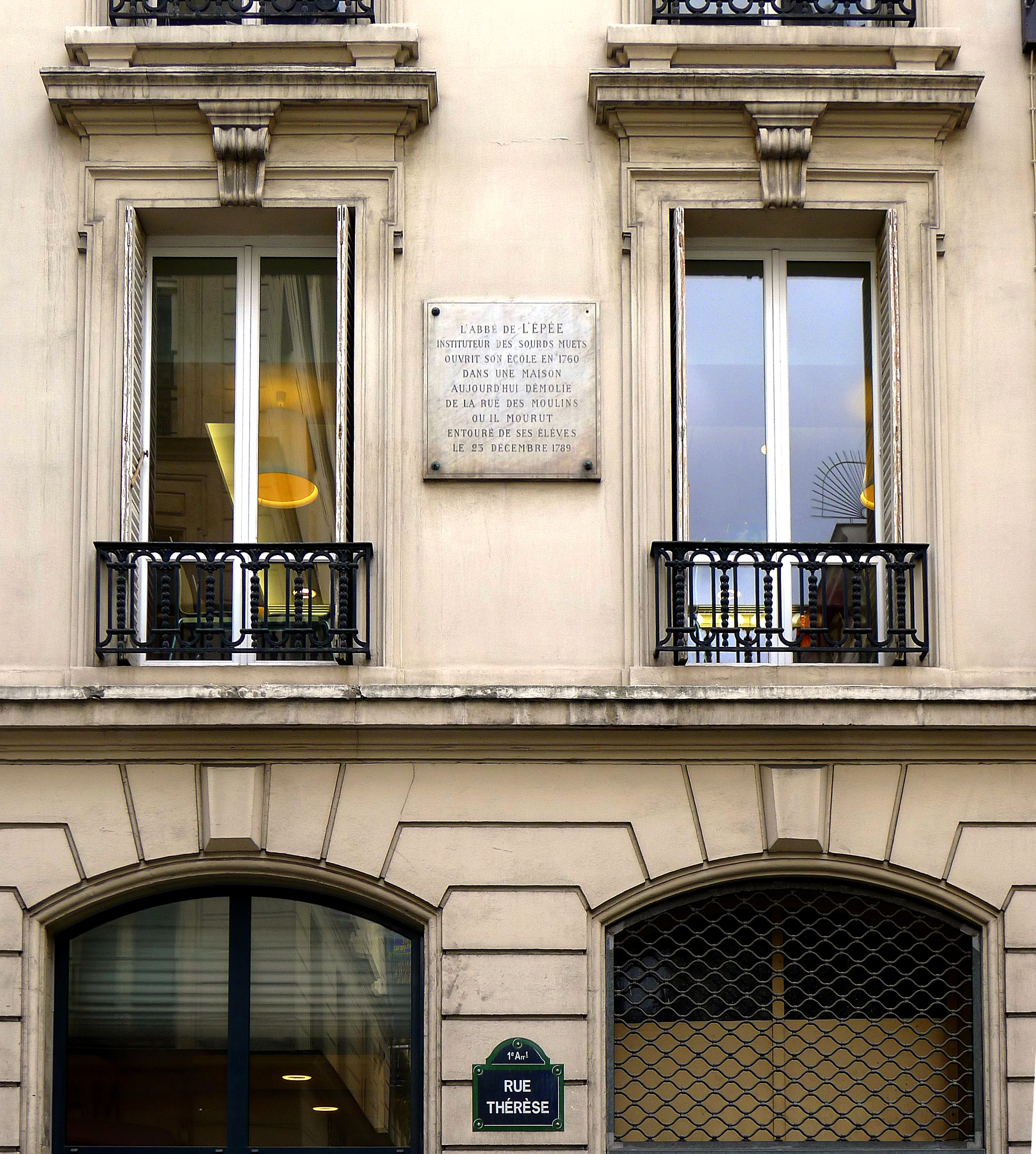
No 23 : plaque rappelant le souvenir de l'abbé de l'Épée.

### Postérité littéraire
- Dans Les Habits noirs (1863), Paul Féval situe, rue Thérèse, l'hôtel particulier du colonel Bozzo-Corona, chef suprême de la bande des Habits noirs.

## Pour approfondir